# Temporada 1990-91 de Los Angeles Lakers
La temporada 1990-91 fue la cuadragésimo tercera de los Lakers en la NBA, y la trigésimo primera en su ubicación en Los Ángeles, California. La temporada regular acabaron con 58 victorias y 24 derrotas, ocupando el tercer puesto de la Conferencia Oeste, clasificándose para los playoffs en los que cayeron en las Finales ante los Chicago Bulls.

## Elecciones en elDraft
| Ronda | Puesto | Jugador        | Posición  | Nacionalidad   | Universidad/Club |
| ----- | ------ | -------------- | --------- | -------------- | ---------------- |
| 1     | 27     | Elden Campbell | Ala-Pívot | Estados Unidos | Clemson          |
| 2     | 51     | Tony Smith     | Escolta   | Estados Unidos | Marquette        |

## Temporada regular
| División Pacífico        | División Pacífico | División Pacífico | División Pacífico | División Pacífico | División Pacífico | División Pacífico | División Pacífico | División Pacífico |
| Equipo                   | G                 | P                 | %                 | PD                | Casa              | Fuera             | Div               |                   |
| ------------------------ | ----------------- | ----------------- | ----------------- | ----------------- | ----------------- | ----------------- | ----------------- | ----------------- |
| y-Portland Trail Blazers | 63                | 19                | .768              | —                 | 36–5              | 27–14             | 18-10             |                   |
| x-Los Angeles Lakers     | 58                | 24                | .707              | 5                 | 33–8              | 25-16             | 19-9              |                   |
| x-Phoenix Suns           | 55                | 27                | .671              | 8                 | 32–9              | 23-18             | 17–11             |                   |
| x-Golden State Warriors  | 44                | 38                | .537              | 19                | 30–11             | 14–27             | 13–15             |                   |
| x-Seattle SuperSonics    | 41                | 41                | .500              | 22                | 28-13             | 13–28             | 12-16             |                   |
| Los Angeles Clippers     | 31                | 51                | .378              | 32                | 23–18             | 8-33              | 10-18             |                   |
| Sacramento Kings         | 25                | 57                | .305              | 38                | 24-17             | 1–40              | 9–19              |                   |

## Playoffs

### Primera ronda
Los Angeles Lakers vs. Houston Rockets 
| Fecha       | Partido                                    | Ciudad      |
| ----------- | ------------------------------------------ | ----------- |
| 25 de abril | Los Angeles Lakers 94, Houston Rockets 92  | Los Angeles |
| 27 de abril | Los Angeles Lakers 109, Houston Rockets 98 | Los Angeles |
| 30 de abril | Houston Rockets 90, Los Angeles Lakers 94  | Houston     |
|             | Los Angeles Lakers gana las series 3-0     |             |

### Semifinales de Conferencia
Los Angeles Lakers vs. Golden State Warriors 
| Fecha      | Partido                                           | Ciudad      |
| ---------- | ------------------------------------------------- | ----------- |
| 5 de mayo  | Los Angeles Lakers 126, Golden State Warriors 116 | Los Ángeles |
| 8 de mayo  | Los Angeles Lakers 124, Golden State Warriors 125 | Los Ángeles |
| 10 de mayo | Golden State Warriors 112, Los Angeles Lakers 115 | Oakland     |
| 12 de mayo | Golden State Warriors 107, Los Angeles Lakers 123 | Oakland     |
| 14 de mayo | Los Angeles Lakers 124, Golden State Warriors 119 | Los Ángeles |
|            | Los Angeles Lakers gana las series 4-1            |             |

### Finales de Conferencia
Portland Trail Blazers vs. Los Angeles Lakers 
| Fecha      | Partido                                            | Ciudad      |
| ---------- | -------------------------------------------------- | ----------- |
| 18 de mayo | Portland Trail Blazers 106, Los Angeles Lakers 111 | Portland    |
| 21 de mayo | Portland Trail Blazers 109, Los Angeles Lakers 98  | Portland    |
| 24 de mayo | Los Angeles Lakers 106, Portland Trail Blazers 92  | Los Ángeles |
| 26 de mayo | Los Angeles Lakers 116, Portland Trail Blazers 95  | Los Ángeles |
| 28 de mayo | Portland Trail Blazers 95, Los Angeles Lakers 84   | Portland    |
| 30 de mayo | Los Angeles Lakers 91, Portland Trail Blazers 90   | Los Ángeles |
|            | Los Angeles Lakers gana las series 4-2             |             |

### Finales de la NBA
Chicago Bulls vs. Los Angeles Lakers
| Fecha       | Partido                                   | Ciudad      |
| ----------- | ----------------------------------------- | ----------- |
| 2 de junio  | Chicago Bulls 91, Los Angeles Lakers 93   | Chicago     |
| 5 de junio  | Chicago Bulls 107, Los Angeles Lakers 86  | Chicago     |
| 7 de junio  | Los Angeles Lakers 96, Chicago Bulls 104  | Los Angeles |
| 9 de junio  | Los Angeles Lakers 82, Chicago Bulls 91   | Los Angeles |
| 12 de junio | Los Angeles Lakers 101, Chicago Bulls 108 | Los Angeles |
|             | Chicago Bulls gana las finales 4-1        |             |

## Estadísticas

### Temporada regular
| Rk | Jugador         | Edad | P  | PT | MP   | TC  | TCI  | %TC  | T3  | T3I | %T3   | TL  | TLI | %TL  | RO  | RD  | RT  | AS   | RB  | TAP | BP  | FP  | PTS  |
| -- | --------------- | ---- | -- | -- | ---- | --- | ---- | ---- | --- | --- | ----- | --- | --- | ---- | --- | --- | --- | ---- | --- | --- | --- | --- | ---- |
| 1  | James Worthy    | 29   | 78 | 74 | 38.6 | 9.2 | 18.7 | .492 | 0.3 | 1.2 | .289  | 2.7 | 3.4 | .797 | 1.4 | 3.2 | 4.6 | 3.5  | 1.3 | 0.4 | 1.6 | 1.5 | 21.4 |
| 2  | Magic Johnson   | 31   | 79 | 79 | 37.1 | 5.9 | 12.4 | .477 | 1.0 | 3.2 | .320  | 6.6 | 7.3 | .906 | 1.3 | 5.6 | 7.0 | 12.5 | 1.3 | 0.2 | 4.0 | 1.9 | 19.4 |
| 3  | Sam Perkins     | 29   | 73 | 66 | 34.3 | 5.0 | 10.2 | .495 | 0.2 | 0.9 | .281  | 3.1 | 3.8 | .821 | 2.3 | 5.1 | 7.4 | 1.5  | 0.9 | 1.1 | 1.4 | 3.4 | 13.5 |
| 4  | Byron Scott     | 29   | 82 | 82 | 32.1 | 6.1 | 12.8 | .477 | 0.9 | 2.7 | .324  | 1.4 | 1.8 | .797 | 0.7 | 2.3 | 3.0 | 2.2  | 1.2 | 0.3 | 1.0 | 1.8 | 14.5 |
| 5  | Vlade Divac     | 22   | 82 | 81 | 28.2 | 4.4 | 7.8  | .565 | 0.1 | 0.2 | .357  | 2.4 | 3.4 | .703 | 2.5 | 5.6 | 8.1 | 1.1  | 1.3 | 1.5 | 1.8 | 3.0 | 11.2 |
| 6  | A.C. Green      | 27   | 82 | 21 | 26.4 | 3.1 | 6.6  | .476 | 0.1 | 0.7 | .200  | 2.7 | 3.7 | .738 | 2.5 | 3.8 | 6.3 | 0.9  | 0.7 | 0.3 | 1.2 | 1.4 | 9.1  |
| 7  | Terry Teagle    | 30   | 82 | 0  | 18.3 | 4.1 | 9.2  | .443 | 0.0 | 0.1 | .000  | 1.8 | 2.2 | .819 | 1.0 | 1.2 | 2.2 | 1.0  | 0.4 | 0.1 | 1.0 | 2.0 | 9.9  |
| 8  | Mychal Thompson | 36   | 72 | 4  | 15.0 | 1.6 | 3.2  | .496 | 0.0 | 0.0 | .000  | 0.9 | 1.2 | .705 | 1.0 | 2.1 | 3.2 | 0.3  | 0.3 | 0.3 | 0.7 | 1.6 | 4.0  |
| 9  | Tony Smith      | 22   | 64 | 1  | 10.9 | 1.5 | 3.4  | .441 | 0.0 | 0.1 | .000  | 0.6 | 0.9 | .702 | 0.4 | 0.7 | 1.1 | 2.1  | 0.4 | 0.2 | 1.1 | 1.3 | 3.7  |
| 10 | Larry Drew      | 32   | 48 | 2  | 10.3 | 1.1 | 2.6  | .432 | 0.3 | 0.7 | .424  | 0.4 | 0.5 | .773 | 0.1 | 0.6 | 0.7 | 2.5  | 0.3 | 0.0 | 1.0 | 0.8 | 2.9  |
| 11 | Elden Campbell  | 22   | 52 | 0  | 7.3  | 1.1 | 2.4  | .455 | 0.0 | 0.0 |       | 0.6 | 0.9 | .653 | 0.8 | 1.1 | 1.8 | 0.2  | 0.2 | 0.7 | 0.3 | 1.4 | 2.8  |
| 12 | Irving Thomas   | 25   | 26 | 0  | 4.2  | 0.7 | 1.9  | .340 | 0.0 | 0.0 |       | 0.5 | 0.8 | .571 | 0.5 | 0.7 | 1.2 | 0.4  | 0.2 | 0.0 | 0.5 | 0.9 | 1.8  |
| 13 | Tony Brown      | 30   | 7  | 0  | 3.9  | 0.3 | 0.4  | .667 | 0.1 | 0.1 | 1.000 | 0.0 | 0.0 |      | 0.0 | 0.6 | 0.6 | 0.4  | 0.0 | 0.0 | 0.6 | 1.1 | 0.7  |

### Playoffs
| Rk | Jugador         | Edad | P  | PT | MP   | TC  | TCI  | %TC   | T3  | T3I | %T3  | TL  | TLI | %TL  | RO  | RD  | RT  | AS   | RB  | TAP | BP  | FP  | PTS  |
| -- | --------------- | ---- | -- | -- | ---- | --- | ---- | ----- | --- | --- | ---- | --- | --- | ---- | --- | --- | --- | ---- | --- | --- | --- | --- | ---- |
| 1  | Magic Johnson   | 31   | 19 | 19 | 43.3 | 6.2 | 14.1 | .440  | 1.1 | 3.7 | .296 | 8.3 | 9.4 | .882 | 1.2 | 6.9 | 8.1 | 12.6 | 1.2 | 0.0 | 4.1 | 2.3 | 21.8 |
| 2  | James Worthy    | 29   | 18 | 18 | 40.7 | 8.9 | 19.2 | .465  | 0.2 | 1.3 | .167 | 2.9 | 4.0 | .736 | 1.4 | 2.7 | 4.1 | 3.9  | 1.1 | 0.1 | 2.2 | 1.9 | 21.1 |
| 3  | Sam Perkins     | 29   | 19 | 19 | 39.6 | 6.4 | 11.6 | .548  | 0.6 | 1.6 | .367 | 4.4 | 5.7 | .761 | 2.2 | 6.1 | 8.3 | 1.7  | 0.8 | 1.4 | 1.9 | 3.6 | 17.7 |
| 4  | Byron Scott     | 29   | 18 | 18 | 37.7 | 5.3 | 10.3 | .511  | 1.1 | 2.1 | .526 | 1.5 | 1.9 | .794 | 0.7 | 2.4 | 3.2 | 1.6  | 1.3 | 0.2 | 0.9 | 2.9 | 13.2 |
| 5  | Vlade Divac     | 22   | 19 | 19 | 32.1 | 5.1 | 9.1  | .564  | 0.1 | 0.3 | .167 | 3.0 | 3.7 | .803 | 2.6 | 4.1 | 6.7 | 1.1  | 1.4 | 2.2 | 2.2 | 3.4 | 13.3 |
| 6  | A.C. Green      | 27   | 19 | 1  | 21.1 | 2.2 | 5.1  | .423  | 0.2 | 0.4 | .500 | 2.0 | 2.8 | .704 | 2.4 | 2.9 | 5.4 | 0.5  | 0.6 | 0.2 | 1.0 | 1.9 | 6.5  |
| 7  | Terry Teagle    | 30   | 18 | 1  | 15.2 | 2.6 | 6.9  | .376  | 0.0 | 0.0 |      | 1.4 | 1.8 | .781 | 0.4 | 1.1 | 1.6 | 0.6  | 0.4 | 0.2 | 0.9 | 1.7 | 6.6  |
| 8  | Elden Campbell  | 22   | 14 | 0  | 9.9  | 1.8 | 2.7  | .658  | 0.0 | 0.0 |      | 0.5 | 1.1 | .467 | 0.6 | 1.5 | 2.1 | 0.2  | 0.4 | 0.6 | 0.4 | 1.6 | 4.1  |
| 9  | Larry Drew      | 32   | 18 | 0  | 6.4  | 0.8 | 1.8  | .424  | 0.2 | 0.6 | .273 | 0.2 | 0.3 | .667 | 0.0 | 0.4 | 0.4 | 1.2  | 0.0 | 0.0 | 0.5 | 0.9 | 1.9  |
| 10 | Tony Smith      | 22   | 7  | 0  | 5.7  | 0.9 | 1.9  | .462  | 0.0 | 0.0 |      | 0.3 | 0.4 | .667 | 0.4 | 0.0 | 0.4 | 0.3  | 0.1 | 0.0 | 0.9 | 0.9 | 2.0  |
| 11 | Mychal Thompson | 36   | 8  | 0  | 5.3  | 0.3 | 0.9  | .286  | 0.0 | 0.0 |      | 0.0 | 0.0 |      | 0.4 | 0.8 | 1.1 | 0.0  | 0.0 | 0.4 | 0.1 | 1.3 | 0.5  |
| 12 | Irving Thomas   | 25   | 3  | 0  | 1.7  | 0.3 | 0.3  | 1.000 | 0.0 | 0.0 |      | 0.0 | 0.0 |      | 0.0 | 0.0 | 0.0 | 0.0  | 0.0 | 0.0 | 0.0 | 0.0 | 0.7  |

## Galardones y récords
| Jugador/Entrenador | Galardón                              |
| Magic Johnson      | Mejor quinteto de la NBA All-Star     |
| James Worthy       | 3er Mejor quinteto de la NBA All-Star |